# Rivière Nastapoka
Der Rivière Nastapoka ist ein größerer Strom in der Verwaltungsregion Nord-du-Québec in der kanadischen Provinz Québec, welcher den Parc national Tursujuq durchfließt.

## Flusslauf
Der Rivière Nastapoka hat eine Länge von etwa 365 km und ein Einzugsgebiet von 13.400 km². Der Fluss hat seinen Ursprung am Abfluss aus dem Lac D’Iberville in den nördlich benachbarten See Petit lac des Loups Marins. Er fließt anfangs 94 km nach Norden zum östlichen Ende der Lacs des Loups Marins, die er in der Folge in westlicher Richtung durchfließt. Unterhalb des Seensystems fließt der Rivière Nastapoka noch 191 km weiter nach Westen durch die westliche Labrador-Halbinsel und mündet schließlich in den Chenal Nastapoka und in die Hudson Bay.
Entlang dem unteren Flusslauf befinden sich zahlreiche Wasserfälle und Stromschnellen. Auf einem 13,5 km langen Flussabschnitt spaltet sich der Fluss in einen nördlichen und einen südlichen Flussarm aufgespaltet. Die Flussarme werden fast auf der gesamten Länge von einem Esker voneinander getrennt.
Nahe der Mündung befinden sich die beiden Wasserfälle Chutes Nastapoka. Der obere Wasserfall (⊙)  liegt 13,5 km oberhalb des unteren Wasserfalls (⊙). Letzterer liegt einen knappen Kilometer oberhalb der Mündung ins Meer. Gegenüber der Mündung des Rivière Nastapoka liegt der Küstenarchipel Îles Nastapoka. Die Flussmündung liegt etwa 40 km nördlich der Inuit-Siedlung Umiujaq und der Inlandsbucht Lac Tasiujaq (vormals als Lac Guillaume-Delisle bekannt).